# Katiki Point Lighthouse
Das Katiki Point Lighthouse ist ein Leuchtturm nördlich von Dunedin an der Ostküste der Südinsel von Neuseeland.

## Geographie
Der Leuchtturm befindet sich 80 km nördlich von Dunedin und 4 km südlich von Moeraki am nördlichen Ende des Katiki Beach auf einer Anhöhe des Katiki Point, der hier in den Pazifischen Ozean hineinragt. Der Turm ist über die Lighthouse Rd von Moeraki aus zugänglich.

## Geschichte
Da der Hafen von Oamaru sich neben dem Hafen von Dunedin ebenfalls entwickelte und der Schiffsverkehr vor der Küste zwischen den beiden Städten erheblich zunahm, entschied das Marine Department 1876 auf halber Strecke zwischen den Städten einen Leuchtturm zu bauen. Schlechtes Wetter behinderte die Fertigstellung des hölzernen Turms und kurz vor der Fertigstellung zerstörte ein heftiger Sturm auch noch das Lampenglas des Leuchtfeuers. Durch eine bessere Konstruktion ersetzt, ging der Leuchtturm dann 1878 in Betrieb. 1975 wurde das Leuchtfeuer automatisiert und im Dezember 2005 durch LED-Lampen ersetzt.